# Furina tristis

Furina tristis är en ormart som beskrevs av den brittiske ichtyologen och herpetologen Albert Günther 1858. Furina tristis ingår i släktet Furina, och familjen giftsnokar och underfamiljen havsormar. Inga underarter finns listade.

## Utbredning
Furina ornata förekommer på Papua Nya Guinea och i Australien, i delstaten Queensland. 